# Veľké Kostoľany
Veľké Kostoľany este o comună slovacă, aflată în districtul Piešťany din regiunea Trnava. Localitatea se află la altitudinea de 167 m deasupra n.m., se întinde pe o suprafață de 24,39 km2 și în 2017 număra 2.764 de locuitori.

## Istoric
Localitatea Veľké Kostoľany este atestată documentar din 1209.

## Demografie
| An:                | 1994 | 2004   | 2014   | 2024   |
| ------------------ | ---- | ------ | ------ | ------ |
| Număr de persoane: | 2478 | 2658   | 2773   | 2829   |
| Diferență:         |      | +7,26% | +4,32% | +2,01% |

| An:                | 2023 | 2024   |
| ------------------ | ---- | ------ |
| Număr de persoane: | 2808 | 2829   |
| Diferență:         |      | +0,74% |